# 闫汾新
闫汾新（1956年3月—），男，汉族，山西汾阳人，中华人民共和国政治人物，曾任新疆维吾尔自治区克孜勒苏柯尔克孜自治州党委书记、州人大常委会主任，第十一届全国人民代表大会新疆地区代表。

## 生平
毕业于中央党校函授学院经济管理专业。1978年加入中国共产党。2008年起担任全国人大代表。